# Хаченское княжество
Хаче́нское княжество (арм. Խաչենք, др.-греч. Χατζιένης, араб. Khajin‎) — средневековое армянское феодальное государство на территории современного Нагорного Карабаха, сыгравшее значительную роль в политической истории Армении и всего региона в X—XVI веках. После утраты единого армянского государства княжество Хачен стало центром армянской политической самостоятельности и сохраняло по меньшей мере автономию при монгольском, туркоманском и сефевидском владычестве.

## История
Название «Хачен» этимологизируется от армянского корня хач — крест, упоминается начиная с X века. Позднее, в начале XV века, Матевос Монозон писал: «Aрцах, теперь именуемый Хаченом». Княжество занимало часть исторической области Арцах. 
Первым правителем Хачена Р. Хьюсен считает Атрнерсеха, сына Сахла Смбатяна, который властвовал над «всей горной страной на юго-восточных склонах Армянского нагорья». Присоединив к своим владениям область Вайкуник на севере Арцаха, он построил там крепость Андаберд. Его сын Григор ещё больше расширил свои владения, а внук Саак-Севада подчинил Гардман и ряд других областей. В начале X века Хаченское княжество стало вассалом Армянского царства Багратидов. Арабский автор того периода Истахри сообщал, что «Путь из Берда’а в Дабиль идёт по землям армян, и все эти города в царстве Санбата, сына Ашута». Известно также, что при императоре Константине Багрянородном официальные письма византийцев к князьям Хаченским, как и к другим армянским князьям X века, адресовались «в Армению» (др.-греч. ’Άρχων τοΰ Χατζιένης). Согласно Г. Литаврину и А. Новосельцеву, таким образом византийцы подчеркивали, что каждая их этих областей являлась частью Армянской страны. В 993 году Хачен, возможно, был захвачен Фазлом I из курдской династии Шеддадидов. В рамках политики объединения армянских земель и централизации власти шахиншах Армении Гагик I вновь присоединил Хачен.
Экспансионистская политика Византии в отношении Армении достигла своей кульминации в 1045 году, когда столица Армянского царства город Ани был захвачен Константином IX Мономахом. Византийское правление, однако, длилось не долго. В 1064—1071 годы большая часть Армении была захвачена сельджуками. В этих новых условиях, Хачен оставался одним из тех регионов где продолжало существовать армянское правление. Согласно «Британской энциклопедии», «Некоторые армянские правители всё ещё сохранились в Кюрикийском царстве в Лори, Сюникском царстве в Бахке, иначе Капане, и в княжествах Хачена (Арцах) и Сасуна». В. Брюсов также причисляет Хачен к тем областям Армении, которые после сельджукского завоевания добились полунезависимого положения. Княжество превратилось в один из центров армянской политической жизни и государственного устройства. В. Шнирельман отмечает, что выдающийся средневековый армянский историк и правовед Мхитар Гош говоря о сохранившемся Хаченском княжестве, мечтал о восстановлении армянской государственности.
Во времена владычества эламитян Армянское царство давно уже было окончательно низложено, а остатки ишханов, лишенные всего, рассеявшись, скитались по всей стране, отказываясь повиноваться друг другу особенно те, кто жил в неприступных твердынях страны Арцах
С конца XI века в кавказском регионе увеличивается политическое влияние Грузии, которое достигает своего апогея при царице Тамаре (1184—1213). По словам Б. Дашдондога, «Грузия превратилась в мощную панкавказскую империю». Братья Иване и Закаре из армянского рода Закаридов были назначены командующими армяно-грузинскими войсками. В первые десятилетия XIII века они стали верховными князями северо-восточной Армении, которым подчинялись более мелкие региональные династии. Большая часть Арцаха, находящаяся под управлением Гасан-Джалалянов и Допянов, находилась под юрисдикцией атабека Иване и его сына Авага. По словам А. Якобсона, Иване и его брат Закаре «сумели вновь объединить под своей властью почти все земли Багратидской Армении от Карина до Хачена». Согласно П. Коу, под сюзеренитетом Грузии возвысились такие армянские аристократических роды как Допян, Вачутян, Прошян и Гасан-Джалалян.

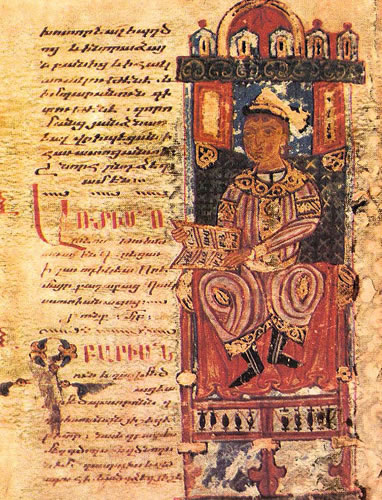
Князь Вахтанг Тагаворазн, миниатюра XIII века

Согласно Р. Хьюсену, потомок князей из династии Сюни Гасан Великий прежде чем отречься от престола и уйти в монастырь в 1182 году, разделил свои владения между сыновьями Вахтангом Тонкиком и Григором Великим. Старший, Вахтанг, унаследовал собственно Хачен; младший, Григор Великий, север — Сотк и Вайкуник. Вахтанг Тонкик стал родоначальником рода Вахтангянк, тогда как потомки Григора Великого стали именоваться Допян в честь имени его супруги Доп. В конце XII века Хаченское княжество разделилось между тремя ветвями правящего рода. Территориально они разделялись на следующие области:
- Нижний Хачен — Гандзасар с окрестностями, Великий Аранк с долинами рек Хаченагет, Каркар и частью области Абанд
- Верхний Хачен — область Сотк и территории вокруг Цара
- Атерк — левобережье реки Трту до Дадиванка

В начале XIII века на территории Хаченского княжества сюзеренными правами владели князья Атерка. После кончины в 1214 году Вахтанга Тагаворазна эти права перешли к правителям Нижнего Хачена. Новым сюзереном стал Гасан-Джалал Дола. Последний был сыном князя Вахтанга Тонкика и княгини Хоришах, сестры Закарэ и Иванэ Закарянов. Киракос Гандзакеци, современник Гасан-Джалала, называл его «мужом благочестивым, богобоязненным и скромным, армянином по происхождению». С этого времени князья Нижнего Хачена именовались Гасан-Джалаляны.  

Скульптура Гасан-Джалал Дола на церкви Гандзасар

В 1220—1221 годы Хачен был разграблен монголами. В 1236 году монголы захватили всю северную и восточную части Армении, находящиеся под грузинской короной. В числе завоеванных областей был также Хачен. В крепости Хоханаберд Чугбуга Нояну сопротивление отказывал Гасан Джалал. С. Тихвинский отмечает: «Один из крупных монгольских отрядов под водительством Чугбуги вторгся в область Хачен, владетелем которого был армянский полководец Хасан-Джалал. Он закрепился в крепости Хоханаберд и оказал героическое сопротивление». В том же году для ведения переговоров с монголами Аваг, сын Иване, отправил к Чормагану хаченского дворянина Григора Тга. Аваг принял решение покориться монголам. По мнению Б. Дашдондога, это решение произвело на других армянских князей эффект домино. Гасан-Джалал также последовал его примеру. Согласно Э. Истмонду, Аваг убедил «правителя восточноармянской провинции Хачен "и многим другим" сдаваться монголам без боя».  Взаимодействие с монголами позволило сохранить Хаченское княжество. Гасан-Джалал выдал замуж свою дочь за Бора-Нояна, сына Чормагана, что, по мнению Д. Коробейникова, укрепило союз между армянской знатью и монголами. Согласно Б. Дашдондогу, стратегия армянских вельмож в отношении монголов была в основном кооперационной. Эти взаимовыгодные связи поддерживалась т.н. «дипломатическими браками». Гасан-Джалал, подобно князям соседнего Сюника, получил  определенные налоговые и политические привилегии. Влияние армянских княжеств в Хачене и Сюнике значительно возросло. Эти привилегии, однако, стали причиной конфликта с наместником в Иране Аргун-ака. В 1251 году с дипломатическим визитом Гасан-Джалал посетил Золотую Орду и встретился с Сартаком и его отцом Батыем. В результате он получил обратно области Чараберд, Акана и Каркарн, ранее захваченные сельджуками и грузинами. Близкие отношения с Сартаком позволили вывести Хачен из сюзеренитета Грузии и князей Закаридов. После встречи с великим ханом Мунке в 1255 году Гасан-Джалал получил права enchű. В армянских надписях конца XIII века Гасан-Джалал назван «князем князей, владыкой Хачена» и даже «великим царём». В конечном итоге он был убит в 1261 году по приказу Аргун-ака.
«...это область (вилайат), трудно доступная, среди гор и лесов; принадлежит к округам (агмал) Аррана; там есть армяне (в персидском оригинале — население «есть армянское»); люди Абхаза (Грузии) называют их падишаха тагавер»
В то же самое время на территории Верхнего Хачена продолжали править родственные им Допяны. Князь Гасан, супруг Допи, сестры Иване, получил от него область Сотк юго-восточнее от озера Севан. Для сохранения своих владений они также шли на сотрудничество с монголами. В 1250 году в Верхнем Хачене вспыхнуло крестьянское движение религиозно-сектантского толка. Центром его было селение Цар близ крепости Андаберд. Предводитель движения, некий Давид из Гарни, выступал против феодальной знати с идеями имущественного равенства. К нему примкнули даже некоторые мелкие феодалы и часть низшего духовенства. В результате репрессивных действий движение было подавлено. После смерти Григора II (после 1331 года) род Допянов утратил своё прежнее влияние, а с конца XV века Верхний Хачен разделился на три княжеские ветви — Улубекиды, Айтиниды и Мелик-Шахназаряны.
Потомки Гасан-Джалала сохранили владетельские права в Хачене в последующие XIV—XV века. Правитель государства Кара-Коюнлу Джаханшах опирался на часть уцелевших армянских феодалов, в том числе князей Хачена. Армянское правление здесь сохранилось и в эпоху Сефевидов. Так, И. Петрушевский отмечал, что «При кызылбашском владычестве Хасан-Джалаляны сохранили своё положение меликов хаченских». К. Уолкер писал, что Гасан-Джалаляны пережили нашествие Тамерлана, туркоман а также турецко-персидские войны.
К XVI веку территория собственно Хаченского княжества сократилась и охватывала пространство от правобережья реки Хаченагет до южного берега реки Каркар (приблизительно совпадает с территорией нынешнего Аскеранского района непризнанной Нагорно-Карабахской Республики). На рубеже XVI—XVII века на территории Хаченского княжества образовались армянские меликства.

## Культурное наследие
В Хаченском княжестве развивалась армянская культура. Британский историк К. Уолкер пишет о «процветающем состоянии» средневекового Хачена. Уолкер подчеркивает, что некоторые из лучших армянских хачкаров были созданы в Хачене в XIII столетии. К их числу он относит две работы около 1246 года в монастыре Гтчаванк. Е. Пчелина указывает на наличие на территории Хачена надгробных плит раннемонгольского времени с изображениями вооружения и одежды армянских воинов. П. Коу отмечает, что в средние века в Хачене развивалась школа армянской миниатюры, которая сохраняла преемственность с прошлыми традициями. В. Лазарев упоминает о двух армянских иллюминированных Евангелиях из Хачена 1224-го и около 1264 года. Согласно итальянскому историку искусства П. Новелло, Евангелие 1224 года, вместе с некоторыми другими рукописями эпохи, показывает обширный диапазон художественного выражения в Армении в XIII веке. Л. Дурново пишет о хаченских мастерах армянской миниатюры. Согласно А. Лидову, хаченские рукописи могли быть одним их художественных источников фресковой живописи армян-халкидонитов: «Один из источников стиля халкедонитских росписей можно найти в миниатюре Восточной Армении начала XIII в. (в таких памятниках, как Мушский гомилиарий, Ахпатское и Хаченское евангелия)».
В Нагорном Карабахе сохранились около тысячи шестисот памятников армянской архитектуры. Большинство из них, по мнению К. Уолкера, относятся к XII—XIII векам. На территории Хаченского княжества находился Гандзасарский монастырь. Он был построен между 1216—1238 годами и освящен в 1240 году. Строительство собора было предпринято князем Гасан Джалал Дола. А. Якобсон называет Гандзасар энциклопедией армянского зодчества XIII столетия,  Г. Анохин относит его к «пяти величайшим сооружениям древней и средневековой армянской архитектуры». С XIV века в Гандзасаре находился патриарший престол северо-восточных провинций Армении. Монастырь также стал родовой усыпальницей хаченских князей.
В числе наиболее значимых духовных центров Хачена были также монастыри Дадиванк и Хатраванк. Главное здание Дадиванка — крестово-купольная церковь, построена женой князя Вахтанга Арзу-Хатун. На территории церкви сохранились хачкары, внутри — фрески. Хатраванк основан в раннем средневековье.
При Гасан Джалале был восстановлен родовой замок — Хоханаберд, ставший одним из звеньев в системе оборонительных сооружений Хачена. Из многочисленных средневековых крепостей княжества до наших дней частично сохранились Джраберд, Хаченаберд, Дизапайт и Гайлатун.